# Římskokatolická farnost Mohelno
Římskokatolická farnost Mohelno je územní společenství římských katolíků v brněnské diecézi, v třebíčském děkanství.

## Obce
Do farnosti patří pět obcí: Mohelno, Senorady, Kladeruby, Lhánice a Kramolín. V těchto obcích žije asi 2350 obyvatel. Obyvatelé jsou buď katolíci nebo bez vyznání.
V roce 1903 žilo v mohelenské farnosti 2639 farníků.

## Kostel
V Mohelně stojí farní kostel zasvěcený Všem svatým. První zmínky o kostele jsou z roku 1234. Vedle kostela stojí barokní fara z roku 1775.

## Duchovní správci
Od 1. srpna 2012 zde byl administrátorem excurrendo R. D. Josef Malík, který zemřel 12. května 2014. Od srpna 2014 byl ustanoven novým administrátorem excurrendo R. D. ICLic Slavoj Alexa a v dubnu 2015 byl jmenován administrátorem farnosti R. D. Petr Václavek z Rouchovan.

## Bohoslužby
| Kostel               | Místo   | Bohoslužba | Bohoslužba | Poznámka     |
| -------------------- | ------- | ---------- | ---------- | ------------ |
| kostel Všech svatých | Mohelno | neděle     | 9.00       | farní kostel |

## Aktivity ve farnosti
Dnem vzájemných modliteb farností za bohoslovce a bohoslovců za farnosti brněnské diecéze je 12. duben. Adorační den připadá na 22. února.